# Satyrus velleda
Satyrus velleda är en fjärilsart som beskrevs av S.A. von Rottemburg 1775. Satyrus velleda ingår i släktet Satyrus och familjen praktfjärilar. Inga underarter finns listade.